# ZTE
ZTE Corporation (anterior denumită Zhongxing Telecommunication Equipment Corporation) este o companie  producătoare de echipamente de telecomunicații parțial de stat din Shenzhen, Republica Populară Chineză. Fondată în 1985, ZTE este listată atât pe bursele de valori din Hong Kong, cât și pe cele din Shenzhen.
ZTE operează rețele de transport, terminale și telecomunicații. Activitatea sa principală este wireless, schimb, acces, Transmisie optică, echipament de telecomunicații de date, software de telecomunicații și telefoane mobile.
De asemenea, oferă materiale video la cerere și streaming. ZTE vinde în principal produse sub propriul nume, dar este și un OEM. ZTE este unul dintre primii cinci mari producători de smartphone-uri de pe piața sa internă.

## Istorie
ZTE, fondată inițial ca Zhongxing Semiconductor Co., Ltd în Shenzhen, provincia Guangdong, în 1985, a fost înregistrată de un grup de investitori afiliați Ministerului Industriei Aerospațiale din China. În martie 1993, Zhongxing Semiconductor și-a schimbat numele în Zhongxing New Telecommunications Equipment Co., Ltd, cu un capital de 3 milioane CNY și a creat un nou model de afaceri ca entitate economică „de stat și cu funcționare privată”. În ciuda legăturilor sale cu guvernul, compania s-a transformat într-o societate ZTE cotată la bursă, cu o ofertă publică inițială (IPO) la Shenzhen Stock Exchange în 1997 și alta la Hong Kong Stock Exchange în decembrie 2004.